# Аудиторе
Аудиторе (итал. Auditore) је насеље у Италији у округу Пезаро и Урбино, региону Марке.
Према процени из 2011. у насељу је живело 181 становника. Насеље се налази на надморској висини од 359 м.

## Становништво
Према резултатима пописа становништва 2011. у општини је живело 1.624 становника.
| 1931. | 1936. | 1951. | 1961. | 1971. | 1981. | 1991. | 2001. | 2011. |
| ----- | ----- | ----- | ----- | ----- | ----- | ----- | ----- | ----- |
| 2.375 | 2.398 | 2.357 | 1.759 | 1.324 | 1.380 | 1.347 | 1.425 | 1.624 |